# Lubov Volosova
Lubov Volosova, née le 16 août 1982 à Tachtyp en Khakassie, est une lutteuse libre russe.

## Palmarès

### Jeux olympiques
- Jeux olympiques de 2012 à Londres
  -  Médaille de bronze dans la catégorie moins de 63 kg.

### Championnats du monde
- Championnats du monde 2001 à Sofia
  -  Médaille d'argent dans la catégorie moins de 56 kg.
- Championnats du monde 2008 à Tokyo
  -  Médaille d'argent dans la catégorie moins de 63 kg.
- Championnats du monde 2009 à Herning
  -  Médaille d'argent dans la catégorie moins de 63 kg.
- Championnats du monde 2010 à Moscou
  -  Médaille de bronze dans la catégorie moins de 63 kg.

### Championnats d'Europe
- Championnats d'Europe 2004 à Haparanda
  -  Médaille de bronze dans la catégorie moins de 59 kg.
- Championnats d'Europe 2006 à Moscou
  -  Médaille d'or dans la catégorie moins de 59 kg.
- Championnats d'Europe 2010 à Bakou
  -  Médaille d'or dans la catégorie moins de 63 kg.